# Lucio Caracciolo (generale)
Lucio Caracciolo, duca di Roccaromana (Pastorano, 14 maggio 1771 – Torre del Greco, 2 dicembre 1833), è stato un generale e nobile italiano.

## Biografia
Appartenente a una famiglia aristocratica, suo padre era Vincenzo Caracciolo, duca di Mignano e di Roccaromana, e sua madre, Petronilla de Lignéville, era figlia del generale lorenese Léopold-Marc. Roccaromana che poi in epoca moderna passa alla famiglia dei principi di Giovine.
Lucio Caracciolo si distinse sconfiggendo, alla guida da un reggimento di cavalleria, le truppe francesi che avevano occupato Caiazzo durante l'invasione francese del Regno di Napoli (8 gennaio 1799).
Assieme a Girolamo Pignatelli, principe di Moliterno, il 14 gennaio 1799 Lucio Caracciolo fu nominato comandante del popolo napoletano deciso a difendersi da solo contro gli invasori francesi dopo che furono conosciute le clausole del gravoso armistizio di Sparanise sottoscritto con lo Championnet dal Vicario generale l'11 gennaio; aggiunge il Colletta che i due ufficiali erano popolari perché «nobili, domatori arditi di cavalli, e (che più val su la plebe) grandi e belli della persona». Pignatelli e Caracciolo non riuscirono tuttavia a controllare la reazione dei lazzari, e mentre Napoli precipitava all'anarchia, i due si rifugiarono a forte di Sant'Elmo, il cui comandante era Nicola Caracciolo fratello di Lucio. Nella notte tra il 19 e il 20 gennaio cedettero il forte ai patrioti filofrancesi, permettendo il successivo arrivo dello Championnet a Napoli.
Costituita la Repubblica Napoletana, mentre il Moliterno veniva spedito a Parigi, «il duca di Roccaromana, propenso a femminili lascivie, avendo scarse le forze alle ambizioni del dominio, restò scordato».
Fedele a Murat, Lucio Caracciolo fu colonnello del reggimento dei Veliti a cavallo (1808); prese parte valorosamente alla Campagna di Russia nella quale subì il congelamento degli arti. Con la Restaurazione e il ritorno dei Borbone, il 26 dicembre 1818 fu nominato tenente generale.
Massone, Lucio Caracciolo fu grande esperto della Gran loggia generale simbolica del Grande Oriente d'Italia di Milano e Maestro venerabile della loggia militare "Les Mars d'Italie" del reggimento "Royal Chasseurs à cheval" del Regno d'Italia.